# Runica (Lipkovo)
Runica (macedónul: Руница, albánul Runica) település Észak-Macedóniában, a Északkeleti körzetben, Lipkovo községben.

## Népesség
| Lakosok száma | 654  | 731  | 761  | 705  | 438  |      | 182  | 69   | 82   |
|               | 1948 | 1953 | 1961 | 1971 | 1981 | 1991 | 1994 | 2002 | 2021 |

- 2002-ben 69 lakosa volt, akik mindannyian albánok.